# Nogometni klub Posavina Zagreb
Il Nogometni klub Posavina Zagreb, meglio noto come Posavina, è una società calcistica di Zagabria, la capitale della Croazia. La Posavina è la regione corrispondente al bacino del fiume Sava.
Fondato nel 1955 come Chromos, dal 2000 non ha più la "prima squadra" e svolge esclusivamente attività giovanile.
Ha disputato un campionato della professionistica Druga HNL, nella stagione 1998-99.

## Storia
Il club viene fondato nel 1955 a Zagabria dalla fabbrica di vernici Chromos ed il primo presidente è V. Samić. La squadra ha cambiato più volte il nome nel corso degli anni: Chromos (1955–60), Mesokrom (talvolta nominata come Meskrom) (1960–63) dopo la fusione con il NK Mesarski, Kemičar (1963–79), Chromos (1979–97) e Posavina dal 1997. Dal 2000 il club non ha più una "prima squadra", opera esclusivamente con il settore giovanile.
Migliori risultati: piazzamento nella zona di Zagabria (Zagrebačka zona, 1970-71), piazzamento nel campionato regionale (Regionalna liga, 1976), piazzamento in III. HNL (1992-1993) e promozione nella II. HNL (1996). Gli juniores sono stati terzi al campionato croato dilettanti (Amatersko prvenstvo Hrvatske, 1969), campioni nella zona di Zagabria (1964-65), e i pionieri sono stati campioni croati dilettanti (1971).
I giocatori di maggior successo: Smolek, Podgajski, Topić, Panjkret, Tuta, Pigac, Posavec, Blažević, Bezjak, Viskala, Hvalec, Kuzmanić e Bajza.
I dirigenti di maggior merito: J. Turković (presidente a vita del club), M. Bašić, M. Župančić, M. Klarić, M. Perković, R. Balenović, R. Lazarević, R. Pristovnik, R. Bajer e P. Bujević.

## Strutture

### Stadio
Il club disputava le partite casalinghe allo Igralište na Savici, un impianto a Trnjanska Savica (un quartiere di Zagabria), che viene dato tutt'oggi in affitto alle società che ne fanno richiesta.